# Salembaoré
Salembaoré est une commune située dans le département du Yondé de la province de Koulpélogo dans la région du Centre-Est au Burkina Faso.

## Santé et éducation
Salembaoré accueille un centre de santé et de promotion sociale (CSPS).